# Gudsbild

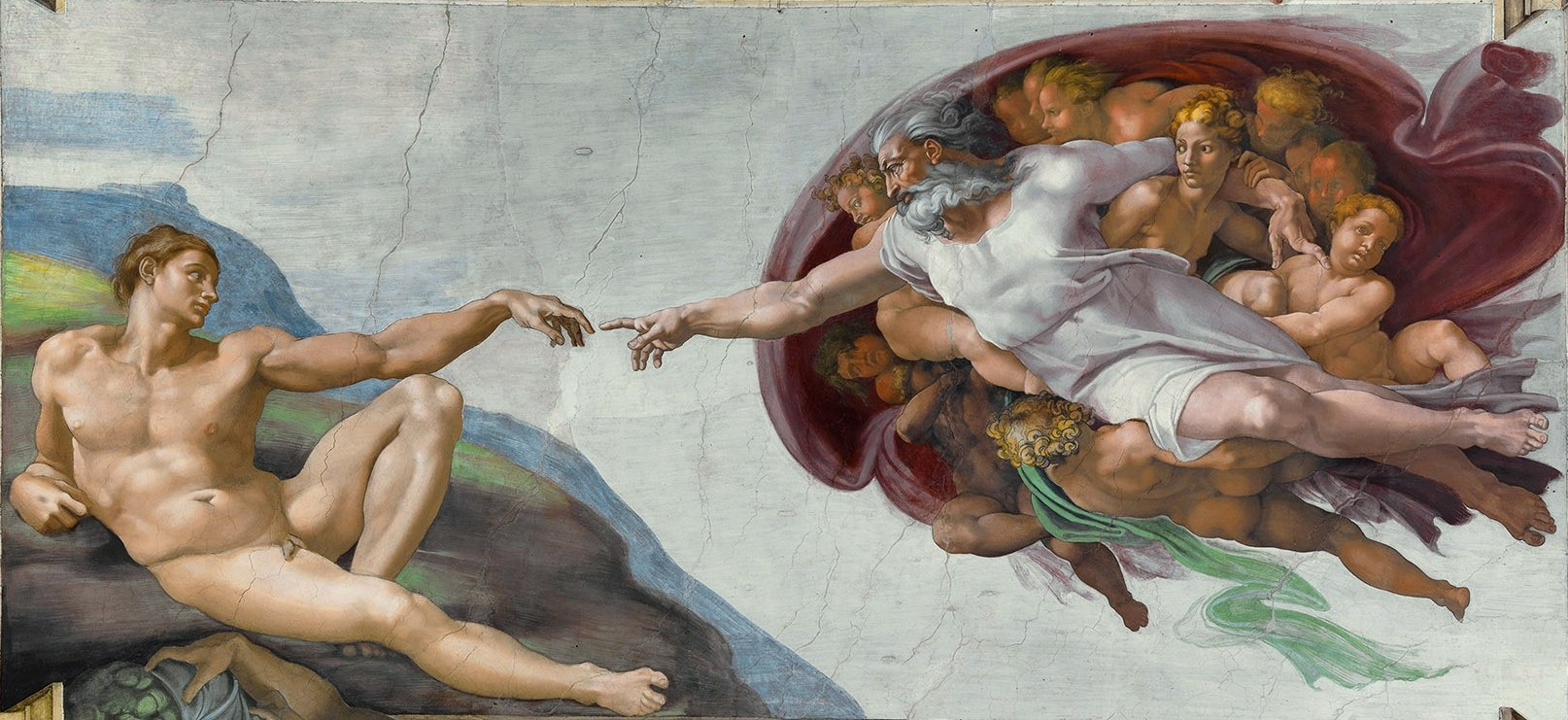
Gud skapar Adam, målad av Michelangelo i Sixtinska kapellet

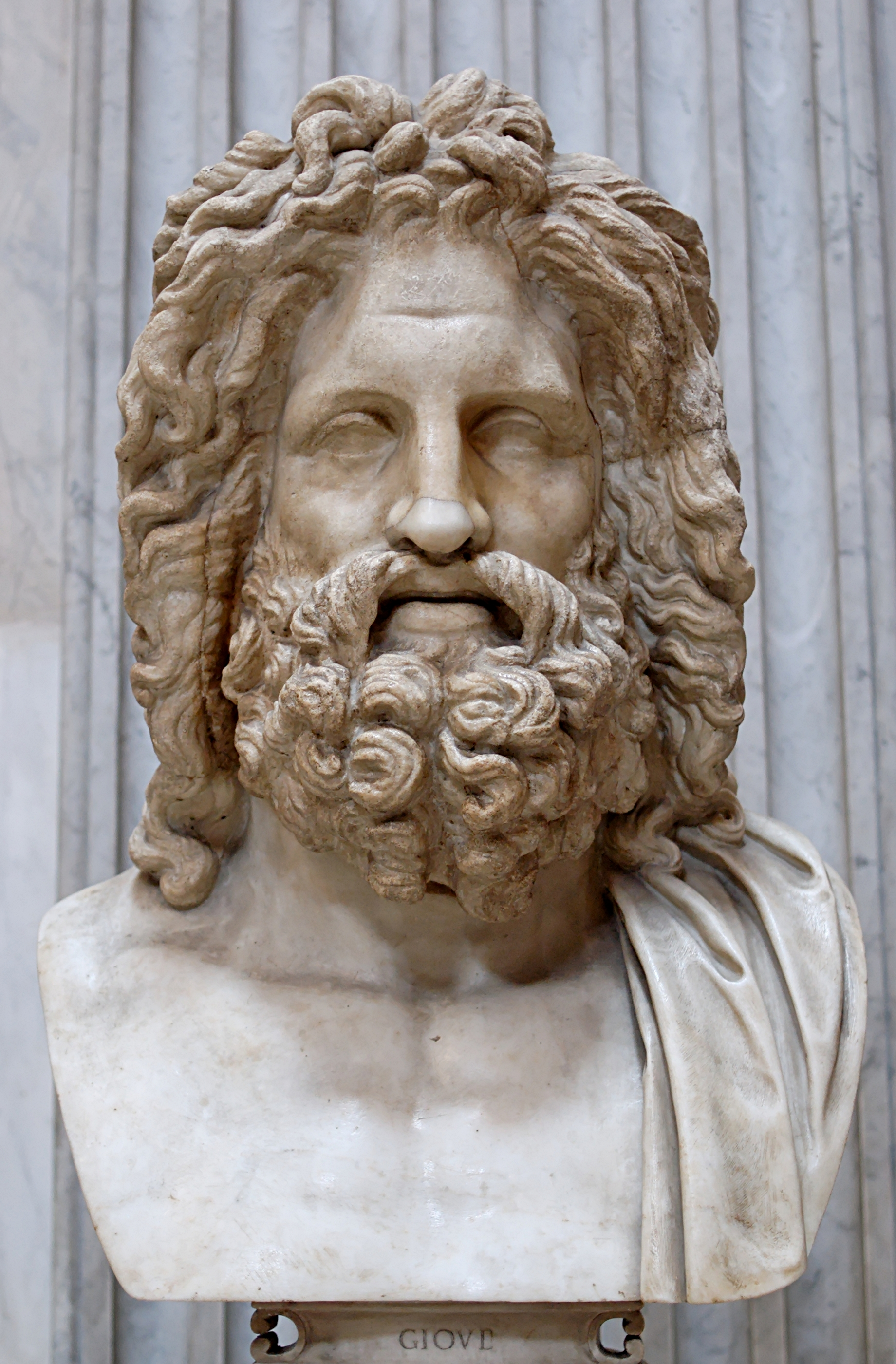
Zeus, som grekisk byst

En gudsbild är den föreställning människor gör sig om Gud. Det kan mena Guds egenskaper, tankar och uppenbarelseformer, men även bokstavligt, Guds utseende och kropp. Guds egenskaper och tankar är betydligt svårare än utseendet, då alla teistiska religioner har olika syn på Guds vilja.